# Hagalunds gård
Hagalunds gård (finska: Hagalundin kartano) är en finländsk herrgård i Esbo, belägen i området mellan Hagalund och Otnäs. Herrgården har ägts av släkterna von Wright, von Numers, Sinebrychoff och Grahn. Herrgården tillhör Hagalungs byggd kulturmiljö av riksintresse.

## Historia
Herrgårdens historia sträcker sig tillbaka till 1540-talet. Huvudbyggnaden, som uppfördes under tidigt 1800-tal, lät byggas av Carl Johan von Numers. År 1857 blev Pavel Sinebrychoff ägare till gården. På 1920-talet övergick den till hans son Paul Sinebrychoffs änkas brorson, Arne Grahn. Under 1950-talet omvandlades herrgårdens stora markområden till bostadsområde, vilket resulterade i skapandet av Hagalund och delar av Otnäs.

### Byggnader
Av herrgårdens byggnader finns idag huvudbyggnaden och tre äldre bostads- och ekonomibyggnader kvar i Otnäs, i anslutning till Aalto-universitetets campusområde. Herrgårdens stall används av Hagalunds ridskola. Hagalund gårds historia är även sammanlänkad med Otnäs gårds historia.

## Historia
1. 1 2 3  ”Hagalund”. www.kulturmiljo.fi. Museiverket. https://www.kulturmiljo.fi/read/asp/rsv_kohde_det.aspx?KOHDE_ID=1359. Läst 3 april 2025.
2. ↑  ”Hagalund”. www.uppslagsverket.fi. Uppslagsverket Finland. https://www.uppslagsverket.fi/sv/view-170045-Hagalund. Läst 3 april 2025.